# Ermita de Santiago (Marbella)

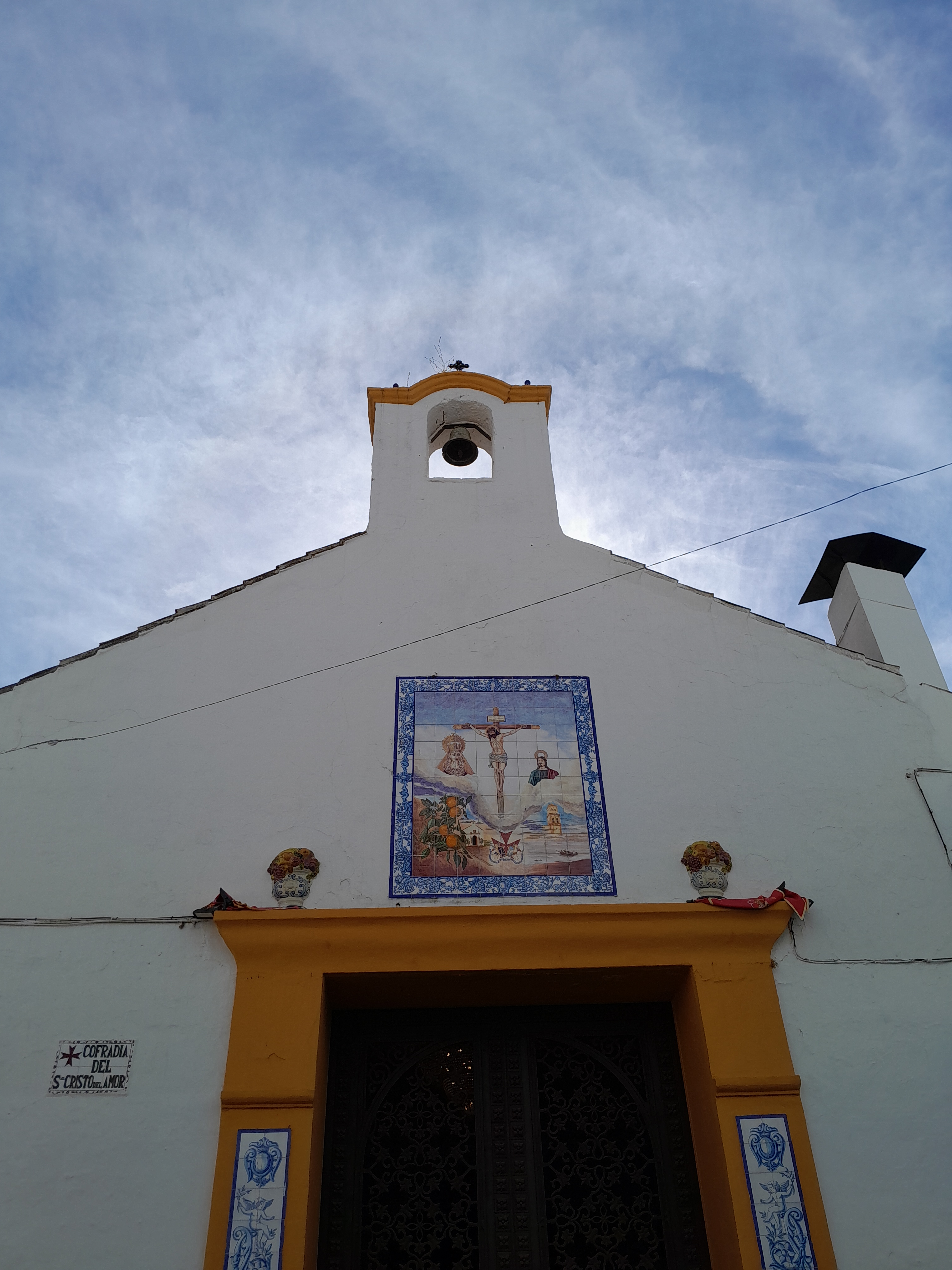
Exterior

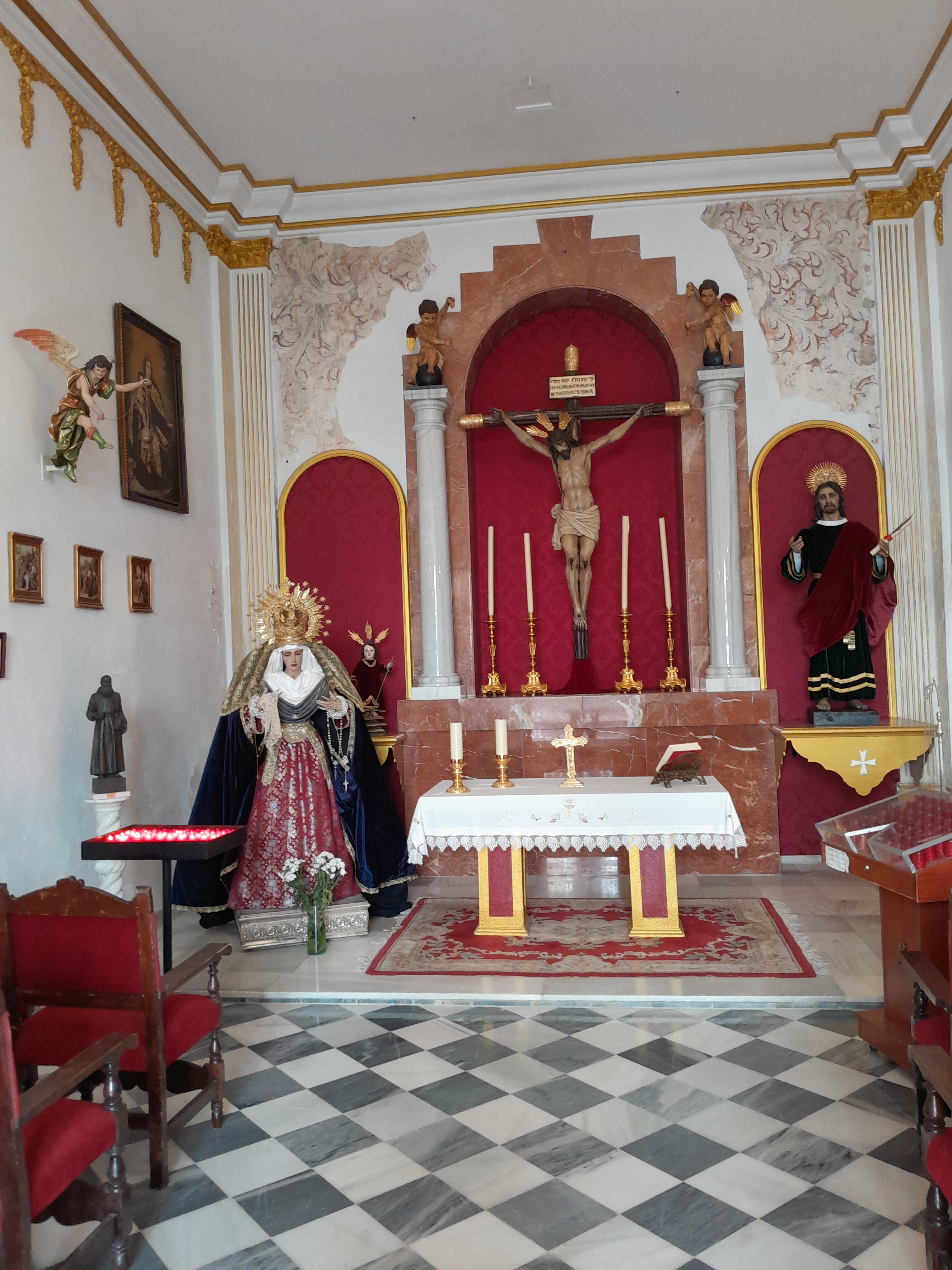
Interior

La Ermita de Santiago es un templo católico de la ciudad de Marbella, en la provincia de Málaga, España. Datada en el siglo XV, se trata del edificio religioso más antiguo de la ciudad, construido tras la toma de Marbella por la Corona de Castilla. Se encuentra situada en la plaza de los Naranjos, en el centro del casco antiguo. 
La ermita consta de una sola nave recangular y cubierta de doble vertiente de tejas moriscas. Es sede de la Cofradía del Santísimo Cristo del Amor, Maria Santísima de la Caridad y San Juan Evangelista.